# Championnat d'Angleterre de football 1962-1963
Navigation
Édition précédente Édition suivante
La 64e édition du championnat d'Angleterre de football est remportée par Everton FC. Le club de Liverpool finit six points devant Tottenham Hotspur et gagne son sixième titre de champion d'Angleterre.
Everton FC se qualifie pour la Coupe des clubs champions en tant que champion d'Angleterre. Manchester United, vainqueur de la coupe se qualifie pour la Coupe des vainqueurs de coupe. Arsenal et Sheffield Wednesday se qualifient pour la Coupe des villes de foire.
Le système de promotion/relégation reste en place : descente et montée automatique, sans matches de barrage pour les deux derniers de première division et les deux premiers de deuxième division. À la fin de la saison, Leyton Orient et Manchester City sont relégués en deuxième division. Ils sont remplacés pour la saison suivante par Stoke City et Chelsea FC.
L'attaquant anglais Jimmy Greaves de Tottenham Hotspur remporte pour la troisième fois le titre de meilleur buteur du championnat avec 37 réalisations.

## Les clubs de l'édition 1962-1963
| Club                                  | Ville         |
| ------------------------------------- | ------------- |
| Arsenal Football Club                 | Londres       |
| Aston Villa Football Club             | Birmingham    |
| Birmingham City Football Club         | Birmingham    |
| Blackburn Rovers Football Club        | Blackburn     |
| Blackpool Football Club               | Blackpool     |
| Bolton Wanderers Football Club        | Bolton        |
| Burnley Football Club                 | Burnley       |
| Everton Football Club                 | Liverpool     |
| Fulham Football Club                  | Londres       |
| Ipswich Town Football Club            | Ipswich       |
| Leicester City Football Club          | Leicester     |
| Leyton Orient Football Club           | Londres       |
| Liverpool Football Club               | Liverpool     |
| Manchester City Football Club         | Manchester    |
| Manchester United Football Club       | Manchester    |
| Nottingham Forest Football Club       | Nottingham    |
| Sheffield United Football Club        | Sheffield     |
| Sheffield Wednesday Football Club     | Sheffield     |
| Tottenham Hotspur Football Club       | Londres       |
| West Bromwich Albion Football Club    | West Bromwich |
| West Ham United Football Club         | Londres       |
| Wolverhampton Wanderers Football Club | Wolverhampton |

## Classement
| Rang | Équipe                  | Pts | J  | G  | N  | P  | Bp  | Bc  | Diff |
| ---- | ----------------------- | --- | -- | -- | -- | -- | --- | --- | ---- |
| 1    | Everton                 | 61  | 42 | 25 | 11 | 6  | 84  | 42  | +42  |
| 2    | Tottenham Hotspur       | 55  | 42 | 23 | 9  | 10 | 111 | 62  | +49  |
| 3    | Burnley                 | 54  | 42 | 22 | 10 | 19 | 78  | 57  | +21  |
| 4    | Leicester City          | 52  | 42 | 20 | 12 | 10 | 79  | 53  | +26  |
| 5    | Wolverhampton Wanderers | 50  | 42 | 20 | 10 | 12 | 93  | 65  | +28  |
| 6    | Sheffield Wednesday     | 48  | 42 | 19 | 10 | 13 | 77  | 63  | +14  |
| 7    | Arsenal                 | 46  | 42 | 18 | 10 | 14 | 86  | 77  | +9   |
| 8    | Liverpool               | 44  | 42 | 17 | 10 | 15 | 71  | 59  | +12  |
| 9    | Nottingham Forest       | 44  | 42 | 17 | 10 | 15 | 67  | 69  | -2   |
| 10   | Sheffield United        | 44  | 42 | 16 | 12 | 14 | 58  | 60  | -2   |
| 11   | Blackburn Rovers        | 42  | 42 | 15 | 12 | 15 | 79  | 71  | +8   |
| 12   | West Ham United         | 40  | 42 | 14 | 12 | 16 | 73  | 69  | +4   |
| 13   | Blackpool               | 40  | 42 | 13 | 14 | 15 | 58  | 64  | -6   |
| 14   | West Bromwich Albion    | 39  | 42 | 16 | 7  | 19 | 71  | 79  | -8   |
| 15   | Aston Villa             | 38  | 42 | 15 | 8  | 19 | 62  | 68  | -6   |
| 16   | Fulham                  | 38  | 42 | 14 | 10 | 18 | 50  | 71  | -21  |
| 17   | Ipswich Town            | 35  | 42 | 12 | 11 | 19 | 59  | 78  | -19  |
| 18   | Bolton Wanderers        | 35  | 42 | 15 | 5  | 22 | 55  | 75  | -20  |
| 19   | Manchester United       | 34  | 42 | 12 | 10 | 20 | 67  | 81  | -14  |
| 20   | Birmingham City         | 33  | 42 | 10 | 13 | 19 | 63  | 90  | -27  |
| 21   | Manchester City         | 31  | 42 | 10 | 11 | 21 | 58  | 102 | -44  |
| 22   | Leyton Orient           | 21  | 42 | 6  | 9  | 27 | 37  | 81  | -44  |

|  | Champion d'Angleterre |
|  | Relégation            |

## Affluences
| Rang | Club                    | Stade            | Affluence moyenne sur la saison | Variation |
| ---- | ----------------------- | ---------------- | ------------------------------- | --------- |
| 1    | Everton FC              | Goodison Park    | 51 603                          | + 24,5 %  |
| 2    | Tottenham Hotspur       | White Hart Lane  | 4 742                           | - 3,9 %   |
| 3    | Liverpool FC            | Anfield          | 45 971                          | D2        |
| 4    | Manchester United       | Old Trafford     | 40 329                          | - 20,4 %  |
| 5    | Arsenal FC              | Highbury         | 32 288                          | - 6,3 %   |
| 6    | Aston Villa             | Villa Park       | 31 014                          | - 3,3 %   |
| 7    | Leicester City          | Filbert Street   | 25 841                          | + 32,7 %  |
| 8    | Wolverhampton Wanderers | Molineux Stadium | 25 803                          | + 4 %     |
| 9    | Burnley                 | Turf Moor        | 25 180                          | - 7,2 %   |
| 10   | Sheffield Wednesday     | Hillsborough     | 24790                           | - 12,7 %  |
| 11   | Manchester City         | Maine Road       | 24 683                          | - 3 %     |
| 12   | West Ham United         | Upton Park       | 23 621                          | - 8,2 %   |
| 13   | Sheffield United        | Bramall Lane     | 24 790                          | - 12,7 %  |
| 14   | Birmingham City         | St Andrew's      | 22 524                          | - 4,3 %   |
| 15   | Nottingham Forest       | City Ground      | 22 086                          | - 6,1 %   |
| 16   | Fulham                  | Craven Cottage   | 21 986                          | - 9,9 %   |
| 17   | Bolton Wanderers        | Burnden Park     | 19 406                          | + 10,8 %  |
| 18   | Ipswich Town            | Portman Road     | 19 044                          | - 16,7 %  |
| 19   | Blackpool               | Bloomfield Road  | 18 536                          | - 0,4 %   |
| 20   | West Bromwich Albion    | The Hawthorns    | 18 531                          | - 11,8 %  |
| 21   | Leyton Orient           | Brisbane Road    | 16 406                          | D2        |
| 22   | Blackburn Rovers        | Ewood Park       | 16 001                          | + 0,6 %   |

## Bilan de la saison
| Tableau d'Honneur                          |                   |
| Compétition                                | Vainqueur         |
| Championnat d'Angleterre de football       | Everton FC        |
| Coupe d'Angleterre de football             | Manchester United |
| Coupe de la Ligue d’Angleterre de football | Birmingham City   |
| Charity Shield                             | Tottenham Hotspur |

| Promotions et relégations |                               |
| Promus                    | Stoke City Chelsea FC         |
| Relégués                  | Leyton Orient Manchester City |

## Meilleur buteur
Avec 37 buts, Jimmy Greaves, attaquant anglais qui joue à Tottenham Hotspur, remporte son troisième titre de meilleur buteur du championnat.